# Tomás Reñones Crego
Tomás Reñones Crego (Santiago de Compostel·la, La Corunya, 9 d'agost de 1960) és un exfutbolista i polític gallec. Va ser jugador del Club Atlético de Madrid i de la selecció espanyola.

## Carrera esportiva
La seva demarcació en el camp era la de lateral dret o central. Va guanyar una lliga (1996) i quatre copes del Rei (1985, 1991, 1992 i 1996). Va ser el capità dels matalassers quan l'equip va guanyar el doblet. Els seus últims minuts com a futbolista professional van ser el dia 25 de maig de 1996, quan, a petició de la graderia, i en l'últim partit de la Lliga 95-96, contra l'Albacete, va sortir al camp en el minut 80. Va ser el colofó a una gran carrera. També va participar en el Mundial 86 de Mèxic amb la selecció espanyola. Destacava per la seva duresa en el camp i la seva correcta col·locació en la defensa.

## Carrera política
Després de la seva carrera futbolística va recalar en l'ajuntament de Marbella, i fou triat regidor pel Grup Independent Liberal. Després de les accions judicials contra el govern de la ciutat per corrupció, i des de la detenció de l'anterior regidora Marisol Yagüe, el 29 de març del 2006, va ocupar el càrrec d'alcalde en funcions fins que una junta gestora es va fer càrrec de l'ajuntament el 21 d'abril del mateix any. Va ser detingut per la policia espanyola, a instàncies del jutjat corresponent i dintre de l'«operació Malaya», el dimarts 27 de juny de 2006, per suposada participació en la corrupció urbanística i immobiliària a Marbella.
Fou condemnat a tres anys i mig de presó per un delicte continuat de suborn passiu i altres dos per frau. També va ser condemnat a inhabilitació per un altre delicte de prevaricació administrativa. El gener de 2016 va ingressar a la presó d'Alhaurín de la Torre, per complir una condemna de cinc anys i sis mesos de presó per la seva implicació en el "cas Malaia".